# 群馬県道121号和田多中倉賀野線
群馬県道121号和田多中倉賀野線（ぐんまけんどう 121ごう わだたなかくらがのせん）は群馬県高崎市和田多中町から、同市倉賀野町に至る一般県道である。

## 概要
全線が国道17号倉賀野バイパスの開通によって旧道となった道路である。
倉賀野市街地を縦貫するが、特に拡幅や歩道の整備は行われていない。
そのため、かつての中山道倉賀野宿であった付近を中心として混雑が激しい。
なお、起点の和田多中町交差点は国道17号の本線がオーバーパスしており、側道で接続する。
- 起点：高崎市和田多中町
- 終点：同市倉賀野町 （新柳瀬橋北交差点）

## 歴史
かつては全線にわたり、一級国道17号線（国道17号）に指定されていた。
- 1983年（昭和58年）1月17日：群馬県より、県道和田多中倉賀野線（高崎市和田多中町 - 同市倉賀野町、整理番号102）が路線認定される[1]。

## 通過する自治体
- 高崎市

## 交差する主な道路
- 国道17号（倉賀野バイパス、高崎バイパス） および 群馬県道12号前橋高崎線 - 起点
- 高崎市道南八幡京ヶ島線 - 高崎市倉賀野町
- 群馬県道138号倉賀野停車場線 - 同市倉賀野町 （倉賀野駅入口交差点）
- 群馬県道173号金井倉賀野停車場線 - 同市倉賀野町 （中町交差点）
- 群馬県道133号元島名倉賀野線 - 同市倉賀野町
- 群馬県道136号綿貫倉賀野停車場線 - 同市倉賀野町 （下町交差点）
- 国道17号（倉賀野バイパス） - 終点